# 孫震 (臺灣學政界人物)
孫震（1934年11月8日—），男，山东平度人，中华民国經濟學者、教育家、政治人物。

## 生平
孙震是山东省平度市城关镇东阁村人。曾就讀于平度县立中学、南京育群中學、臺中市私立宜寧高級中學、國立臺灣大學。曾任國立臺灣大學校長、財團法人工業技術研究院董事長、行政院經濟設計委員會副主任委員與國防部部長。

## 家庭
其長子孫立群為台大農經系副教授，並曾任行政院發言人；次子孫志群是信樂團吉他手。

## 轶事
台獨大老辜寬敏在2013年出席李登輝基金會募款餐會致辭時稱：1972年辜寬敏在臺北和李登輝、孫震、梁國樹討論臺灣未來前途走向，辜寬敏回憶當時李登輝說臺灣要獨立，才會有將來，梁國樹也同意，他問孫震是否認同，孫震說原則同意，只是他是外省人，態度必須保留。

## 著作
- 等閒識得東風面，2024